# Reggnalm

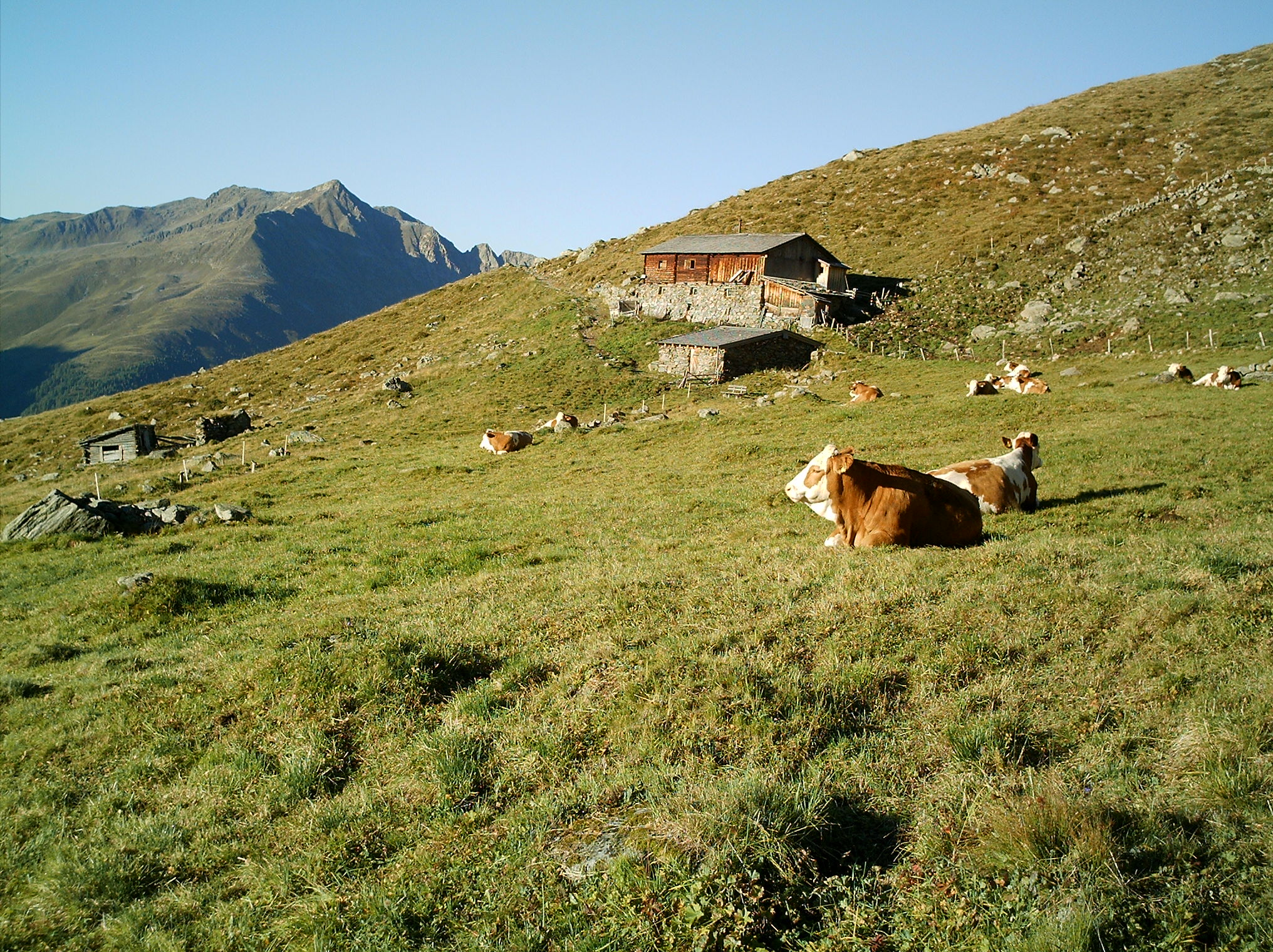
Reggnalm im Spätsommer 2006

Die Reggnalm, manchmal auch als Reggenalm bezeichnet, ist eine Melkalm auf 2248 Meter Seehöhe über der Osttiroler Ortschaft St. Jakob in Defereggen in der Außenzone des Nationalparks Hohe Tauern.
Der Almstandort ist über Jahrhunderte belegt, die heute stehende Hütte wurde in den 1920er Jahren nach einem Brand neu errichtet.
Der Viehauftrieb (derzeit ca. zwanzig bis dreißig Milchkühe und Jungrinder) erfolgt meist in den letzten Juniwochen, der Almabtrieb je nach Wetterbedingungen gegen Ende September. Aufgrund der für eine Melkalm beträchtlichen Höhe – bei einem Weidegebiet bis zu einer Seehöhe von knapp 2600 Metern einer der höchsten Standorte in den Ostalpen – kam eine verkehrstechnische Erschließung durch einen Forstweg nicht in Frage; die gewonnene Milch wird auf traditionelle Weise an Ort und Stelle verarbeitet und verwertet.
Die Alm ist zwar über die Sommermonate bewirtschaftet, es findet aber kein Ausschank oder Restaurantbetrieb statt.
Die Reggnalm liegt am Höhenpfad Blumenweg Oberseite, über den auch die Seespitze erreichbar ist.